# The Sign of the Cross
The Sign of the Cross er en amerikansk stumfilm fra 1914 af Frederick A. Thomson.

## Medvirkende
- William Farnum som Marcus Superbus
- Rosina Henley som Mercia
- Sheridan Block som Nero
- Morgan Thorpe som Favius
- Ethel Grey Terry som Berenice